# میلاد حمیدی‌فر
میلاد حمیدی‌فر (زاده ١٣۶۵-شاهین‌شهر) یک بازیکن هندبال اهل ایران است.

## افتخارات
- مقام سوم قهرمانی آسیا در سال ۲۰۱۷ میلادی به میزبانی تایلند.[۲][۳]